# Стин-Ривер (кратер)
Стин-Ривер (англ. Steen River) — астроблема в провинции Альберта (Канада) поблизости от национальнго парка Вуд-Баффало.
Кратер имеет 25 км в диаметре, а его возраст оценивается в 91 ± 7 млн лет (нижний мел). На поверхности его не видно. Кратер был частично разрушен и погребён под 200-метровым слоем отложений.
Кратер обнаружен во время работ по разведке нефтяных месторождений.